# Media Gateway Control Protocol
El protocol MGCP (o Media Gateway Control Protocol) s'usa per a sistemes de VoIP. Tot i que no és un estàndard, el protocol MGCP està definit a l'IETF com a RFC 3435.
MGCP és un protocol intern usat com un sistema distribuït que es veu en el món exterior com un sol gateway VoIP. Aquest sistema està compost d'un Agent de Trucada, un Media Gateway (MG) encarregat de realitzar la conversió de senyals entre circuits i paquets i un gateway de senyalització o Signaling Gateway (SG) quan es connecta a la xarxa telefònica bàsica.
El protocol estàndard de l'IETF que realitza les mateixes funcions que el MGCP (tot i que no tant estès com aquest) és el Megaco, definit a RFC 3015.
MGCP és un protocol client-servidor, usat pels proveïdors de telefonia per tal de tenir un major control sobre subscriptors, a diferència del protocol SIP o del H.323 que són protocols port a port. Tot i així, MGCP i SIP poden combinar-se en alguns casos.

## Implementacions
- Vovida MGCP Arxivat 2006-08-21 a Wayback Machine.
- OpenMGCP Arxivat 2006-05-15 a Wayback Machine.

## RFCs
- RFC 3435 - Media Gateway Control Protocol (MGCP) Versió 1.0
- RFC 3660 - Basic Media Gateway Control Protocol (MGCP) Packages
- RFC 3661 - Media Gateway Control Protocol (MGCP) Return Code Usage
- RFC 3064 - MGCP CAS Packages
- RFC 3149 - MGCP Business Phone Packages
- RFC 3515 - SIP Refer Method
- RFC 3991 - Media Gateway Control Protocol (MGCP) Redirect and Reset Package
- RFC 3992 - Media Gateway Control Protocol (MGCP) Lockstep State Reporting Mechanism